# 不利益処分
不利益処分（ふりえきしょぶん）とは、特定人物を名宛人として、その人物の権利を制限、または、義務を課す行政処分のことである（b:行政手続法第2条4号)。

## 概説
行政庁の職権により、特定人に対して許認可の取消しや金銭の納付命令など、一方的に不利益をもたらす処分のことをいう。
行政手続法では、行政処分を
- 申請に基づく処分
- 不利益処分

と2種類に分別し、それぞれに手続きが必要である。
不利益処分とは文字通り、処分の相手方の権利が侵害されるため、行政庁はそれに対する反論や防御の機会を与え、相手方は手続的保障を求めることができる。

## 手続
不利益処分の手続は、
1. 相手方への告知
2. 相手方からの反論
3. 処分決定

という3つのプロセスに沿って進行する。
行政手続法では、相手方への権利侵害の程度によって、聴聞と弁明の機会の付与の2種類に分けて規定している。
聴聞
弁明の機会の付与
- 許認可にかかる業務の停止を命ずる処分
- 行為の禁止･中止を命ずる処分
- 工事計画などの廃止を命ずる処分
- 建築物などの除去を命ずる処分

### 手続原則
行政庁が不利益処分を行う際に共通する手続原則として、
1. 処分通知義務（s:行政手続法15条、30条）
2. 処分基準の設定・公表（b:行政手続法第12条）
3. 理由提示義務（b:行政手続法第14条）

の3つが定められている。